# János Pálffy
Pour les autres membres de la famille, voir Famille Pálffy.
János Pálffy ab Erdöd (en hongrois : erdődi gróf Pálffy V. János Bernard István ; en croate : Ivan) (20 août 1664, Vöröskő - 24 mars 1751, Presbourg), est un Feld-maréchal du Saint-Empire et Palatin de Hongrie de 1741 à 1751.

## Biographie
Il était le troisième fils du comte Miklós IV Pálffy de Erdőd (1619–1679) et de Maria Eleonora von Harrach zu Rohrau (1634–1693). Miklós Pálffy (en) était son frère aîné. Comme son père et ses deux frères aînés, il poursuit une carrière militaire et rejoint l'armée des Habsbourg en 1681.
Il a participé à la bataille de Vienne et à la bataille de Párkány, où il a été fait prisonnier par les Turcs, mais réussi à s'échapper. Il se distingua à la bataille de Mohács (1687) et devint adjudant général de Charles V, duc de Lorraine[réf. souhaitée]. A 24 ans, il avait déjà atteint le rang de Generalfeldwachtmeister (de) et commandait son propre régiment de hussards. Avec ce régiment, il participe à toutes les grandes batailles de la Grande Guerre de Turquie.
Il tua Jean Frédéric de Wurtemberg-Stuttgart, fils d' Eberhard III, duc de Wurtemberg dans un duel le 15 octobre 1693. Après le duel, Pálffy s'enfuit en Pologne mais sa famille influente obtint l'amnistie pour lui peu de temps après.
En 1695, il fut grièvement blessé lors d'une bataille avec les Français commandés par Claude de Villars près de Mayence. En 1704, il devient ban de Croatie et général de cavalerie.
Pendant la guerre d'indépendance de Rákóczi, il est envoyé en Hongrie en tant que commandant de la cavalerie. Il a participé à un certain nombre de batailles mineures mais a joué un rôle essentiel dans la victoire de la bataille de Trencsén (en). Pálffy a été nommé maréchal et a reçu le commandement de toutes les troupes en Haute-Hongrie.
Dans cette phase, il a négocié avec François II Rákóczi, ce qui a conduit à une trêve et plus tard au traité de Szatmár, après quoi 12 000 hommes de l'armée de Rákóczi ont juré allégeance à la dynastie des Habsbourg dans les champs à l'extérieur de Majtény en Szatmar.
Dans la guerre austro-turque de 1716-18 (en), il participa à nouveau à toutes les actions majeures et fut blessé à plusieurs reprises.
Après la guerre, il reprend ses activités diplomatiques et persuade la noblesse hongroise et croate d'accepter la Pragmatique Sanction.
Après la mort de l'empereur Charles VI en 1740, il devient protecteur de la jeune impératrice Marie-Thérèse et de son conseiller, principalement dans les affaires hongroises. Il devient Chevalier dans l' Ordre de la Toison d'Or et Palatin de Hongrie .
Pálffy est resté pour le reste de sa vie un confident de l'impératrice, qui l'appelait affectueusement Vater Palffy . Il mourut en 1751.

## Sources
1. ↑  (de) Georg Bechtel, « Die Bestandheile der Österreichisch-ungarischen Wehrmacht », Österreichische Militärische Zeitschrift (de),‎ 1897, p. 272 (lire en ligne)